# Мидлбрукс, Уинделл
Уинделл Мидлбрукс (англ. Windell Middlebrooks; 8 января 1979, Форт-Уэрт — 10 марта 2015, Лос-Анджелес) — американский актёр.

## Жизнь и карьера
Мидлбрукс родился в Форт-Уэрте, штат Техас, и окончил Калифорнийский университет в Ирвайне. В разные годы он появился в эпизодах таких телесериалов как «Клиника», «Красавцы», «Меня зовут Эрл», «Ханна Монтана» и «Люкс-жизнь на палубе». Он также известен по участию в серии рекламных роликов Miller Brewing Company.
Мидлбрукс наиболее известен благодаря своей регулярной роли второго плана в сериале «Следствие по телу», где он снимался с Даной Дилейни в 2011—2013 годах.
Мидлбрукс был найден в бессознательном состоянии у себя дома в долине Сан-Фернандо 9 марта 2015 года, но по приезде в больницу был объявлен мёртвым. Вскрытие показало, что он перенес смертельную эмболию легочной артерии.